# Beniaminów (Mazovië)
Beniaminów is een plaats in het Poolse district  Legionowski, woiwodschap Mazovië. De plaats maakt deel uit van de gemeente Nieporęt en telt 188 inwoners.